# Kaiwá
Kaiwá är ett tupí-guaraní-språk som talas på gränsen vid Brasilien och Argentina.
År 2013 uppskattades språket att ha 18 500 talare. Största delen talar också guaraní vilket betyder att språket anses att vara hotat.
Språket skrivs med latinska alfabetet. Nya testamentet översattes till kaiwá för första gången år 1986.

## Fonologi

### Konsonanter
|             | Labial | Alveolar | Palatal | Velar  | Uvular | Glottal |
| ----------- | ------ | -------- | ------- | ------ | ------ | ------- |
| Klusil      | p \| b | t \| d   |         | k \| g | q      | ʔ       |
| Frikativ    | v      | s        | ʃ       |        |        | h       |
| Flappar     |        | ɾ        |         |        |        |         |
| Approximant |        |          | j       |        |        |         |

Källa:

### Vokaler
|            | Främre | Central | Bakre |
| ---------- | ------ | ------- | ----- |
| Sluten     | i      | ɨ       | u     |
| Halvsluten | e      |         | o     |
| Öpen       |        | a       |       |

Källa: